# Churubusco (Indiana)
Churubusco (del náhuatl: Witsilopochko ‘En la izquierda del colibrí’) es un pueblo ubicado en el condado de Whitley en el estado estadounidense de Indiana. En el Censo de 2010 tenía una población de 1796 habitantes y una densidad poblacional de 768,78 personas por km².

## Geografía
Churubusco se encuentra ubicado en las coordenadas 41°13′57″N 85°19′19″O / 41.23250, -85.32194. Según la Oficina del Censo de los Estados Unidos, Churubusco tiene una superficie total de 2.34 km², de la cual 2.34 km² corresponden a tierra firme y (0%) 0 km² es agua.

## Demografía
Según el censo de 2010, había 1796 personas residiendo en Churubusco. La densidad de población era de 768,78 hab./km². De los 1796 habitantes, Churubusco estaba compuesto por el 97.83% blancos, el 0.06% eran afroamericanos, el 0.28% eran amerindios, el 0.22% eran asiáticos, el 0% eran isleños del Pacífico, el 0.39% eran de otras razas y el 1.22% pertenecían a dos o más razas. Del total de la población el 2.12% eran hispanos o latinos de cualquier raza.